# Princess Nokia
Destiny Nicole Frasqueri (14 de junho de 1992), mais conhecida por seu nome artístico Princess Nokia, é uma rapper e compositora norte-americana de ascendência porto-riquenha.
Frasqueri é uma forte defensora do feminismo interseccional, tendo fundado o Smart Girl Club com Milah Libin. Ela tem contrato com a gravadora Rough Trade Records.

## Primeiros anos
Aos dez anos, Frasqueri perdeu sua mãe em decorrência de complicações causadas pelo vírus da AIDS. Entre os 9 e os 16 anos, ela esteve sob a tutela de lares adotivos, tendo ir viver com sua avó após esse período; sua mãe social era abusiva. Frasqueri começou a escrever rimas aos 16 anos, enquanto vivia na região de East Harlem e Lower East Side da cidade de Nova Iorque.

## Carreira
Frasqueri gravou sua primeira canção, "Destiny", em 2010, e a lançou sob o nome artístico de "Wavy Spice" em sua página no SoundCloud e seu canal no YouTube em meados de 2012; a música era majoritariamente autobiográfica e teve modesta popularidade. Em seguida, lançou sua segunda faixa, "Bitch I'm Posh", que viralizou e tinha 110.000 reproduções no SoundCloud em dezembro de 2017. Frasqueri então lançou "YAYA" (uma palavra no idioma taíno), uma crítica sobre as percepções da história colonial. Frasqueri continuou a lançar singles, como "Dragons", inspirado em Game of Thrones, "Honeysuckle", e "Vicki Gotti" até mudar seu nome artístico para Princess Nokia. Ela lançou sua mixtape, 1992, no SoundCloud e começou a fazer turnês.
Frasqueri foi elogiada por seu feminismo, especialmente após confrontar um homem gritando insultos racistas em um vagão de metrô. Ela também fundou o Smart Girls Club, um podcast onde discute vida saudável e feminismo urbano.
Frasqueri alega que Princess Nokia é um alter ego, que ela introduziu com a faixa "Nokia". Ela lançou um álbum chamado Metallic Butterfly em 12 de maio de 2014, estrando-o na revista Vice e no SoundCloud.
No dia 8 de setembro de 2017, ela lançou seu primeiro álbum de estúdio, 1992 Deluxe, que era uma versão expandida da sua mixtape de 2016, 1992. O álbum atingiu a posição 25 do ranking Top Heatseekers da Billboard. O site NME o listou como o trigésimo segundo melhor álbum de 2017.

## Polêmicas
Em fevereiro de 2017, Frasqueri confrontou um membro da plateia de um concerto beneficente na Universidade de Cambridge, quem ela acusou de "gritar coisas obscenas como 'me mostre seus peitos'". O suposto assediador negou ter gritado tais obscenidades e disse ao The Cambridge Student: "Eu estava na plateia e outra pessoa me disse que o nome da artista era "Abigail". Dado que eu estava gostando da apresentação, eu gritei "Vamos lá Abigail!". Após eu gritar isso, ela desceu do palco. Ela me deu um tapa e jogou drinques na minha cara." Após retornar ao palco, Nokia disse para a plateia "é isso que você faz quando um branco te desrespeita."
Em outubro de 2017, Nokia virou manchete novamente quando um vídeo viralizou mostrando ela jogando sopa quente no rosto de um homem em um metrô indo para o Brooklyn. A rapper escutou um homem branco usando a palavra niggas para se referir a um grupo de adolescentes e decidiu agir contra o comentário racista esbofetando o homem e jogando sopa quente nele. Ela foi para o Twitter e disse: "esse intolerante chamou um grupo de adolescentes de 'n****s' no vagão então eu levantei e o esbofetei e todo mundo no vagão ficou do meu lado".

## Vida pessoal
Frasqueri se identifica como sexualmente fluida e disse que ter crescido perto da comunidade queer de Nova Iorque foi uma parte importante da sua vida. O começo da sua carreira musical começou com apresentações em boates gays, e ela se tornou popular entre a vida noturna gay.

## Discografia

### Álbuns de estúdio
- Metallic Butterfly (2014)
- 1992 Deluxe (2017)
- Everything Sucks (2020)
- Everything is Beautiful (2020)

### Mixtapes
- Honeysuckle (2015)
- A Girl Cried Red (2018)